# Visconte di Dundee
Visconte di Dundee, o Visconte Dundee, fu un titolo della Parìa di Scozia.

## Storia

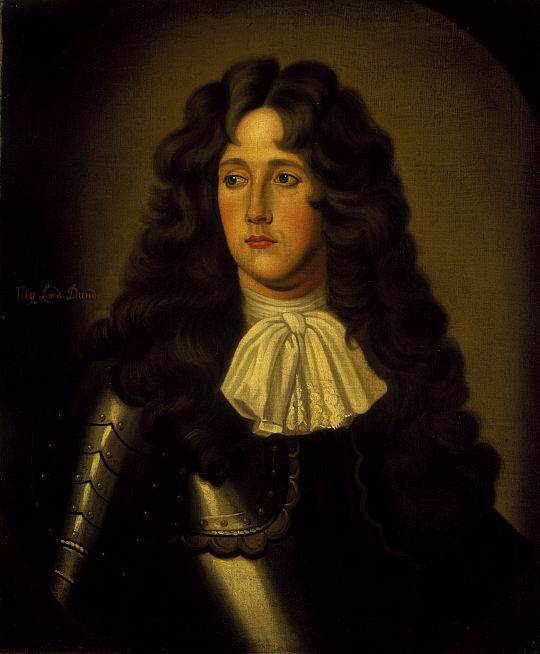
Il I visconte di Dundee

Il titolo venne creato il 12 novembre 1688 per John Graham con possibilità di trasmissione ai suoi eredi maschi e, in mancanza di questi, ad altri eredi maschi della sua famiglia. Venne creato nel contempo Lord Graham di Claverhouse, sempre nella Parìa di Scozia. Il secondo visconte morì infante nel 1689 e pertanto il titolo passò al fratello del I visconte che mor nel 1700 senza eredi, portando così all'estinzione il titolo.

## Visconti di Dundee (1688)
- John Graham, I visconte di Dundee (m. 1689)
- James Graham, II visconte di Dundee (m. 1689), figlio del precedente
- David Graham, III visconte di Dundee (m. 1700), zio del precedente